# Deutsches Meisterschaftsrudern 1905
Das 24. Deutsche Meisterschaftsrudern wurde 1905 in Stettin ausgetragen. Wie in den Jahren zuvor wurde nur im Einer der Männer ein Meister ermittelt. Hans Wiegels vom RV Sport-Germania Stettin konnte seinen Sieg vom Vorjahr wiederholen.

## Medaillengewinner
| Bootsklasse | Gold                                     | Silber                            | Bronze                             |
| ----------- | ---------------------------------------- | --------------------------------- | ---------------------------------- |
| Einer       | Hans Wiegels (RV Sport-Germania Stettin) | Anton Weber-Mönchhof (Mainzer RV) | Max Neumann (Friedrichshagener RV) |